# Patrick Schmidt
Patrick Schmidt (* 22. července 1998) je rakouský fotbalista, který hraje jako útočník za First Vienna FC 1894.

## Klubová kariéra
Po více než třech sezónách v A-týmu Admiry Wacker, dne 8. srpna 2019 podepsal smlouvu s Barnsley. Svůj první gól za klub vstřelil dne 9. listopadu 2019 proti Stoke City.
Dne 6. února 2021 byl poslán na hostování do Riedu do konce sezóny. Dne 21. června 2021 byl poslán na hostování do Esbjergu.
Schmidt se 17. června 2022 vrátil do svého bývalého týmu Admira Wacker a podepsal smlouvu na dva roky.
Dne 17. června 2024 podepsal dvouletou smlouvu s First Vienna FC 1894.